# 1,2,4-Trithiolan
1,2,4-Trithiolan ist ein Naturstoff und eine heterocyclische Verbindung, die in ihrem Fünfring sowohl eine Sulfid- als auch eine Disulfid-Funktion aufweist.

## Vorkommen

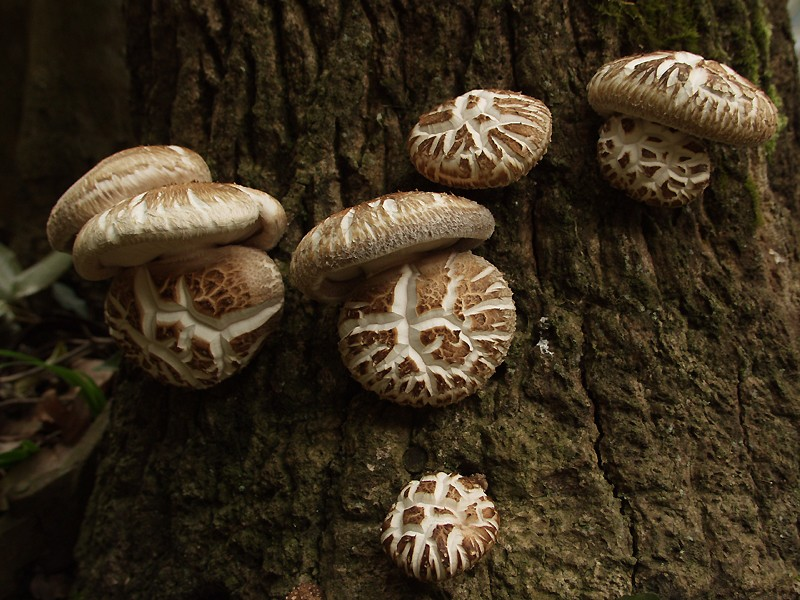
1,2,4-Trithiolan ist eine wichtige Aromakomponente von Shiitake

1,2,4-Trithiolan ist eine wichtige Aromakomponente in frischen und getrockneten Shiitake-Pilzen und kommt in kleiner Menge in weißen Trüffeln, jedoch nicht in schwarzen Trüffeln vor. Es ist auch eine Aromakomponente in Eiern. Die Verbindung kommt in gekochten Bohnen von Parkia speciosa vor, sowie zu etwa 4,75 % in deren ätherischem Öl vor. Außerdem nachgewiesen wurde sie der Rotalge Chondria californica.

## Gewinnung und Entstehung
1,2,4-Trithiolan entsteht zum Teil bei der Entschwefelung von Erdöl, wenn hierzu Formaldehyd verwendet wird.

## Eigenschaften
In der bevorzugten Konformation weist der Fünfring der Verbindung eine C2-Symmetrie auf. Die S-S-Bindungslänge beträgt. 2,044 Å.

### Chemische Eigenschaften
Durch Oxidation mit einem Äquivalent meta-Chlorperbenzoesäure entsteht überwiegend das 4-Sulfoxid; mit 2,5 Äquivalenten Oxidationsmittel fast ausschließlich das 1,2,4-Trithiolan-1,4-disulfoxid. Mit Platin(0)-Komplexen reagiert die Verbindung unter Insertion in die S-S-Bindung und Ringkontraktion unter Abspaltung von Thioformaldehyd.

### Physiologische Eigenschaften
Beim Verzehr von Lebensmitteln, die 1,2,4-Trithiolan enthalten, reagiert dieses mit Glutathion und setzt dabei langsam Schwefelwasserstoff frei.

## Verwendung
1,2,4-Trithiolan mit einer Reinheit von mindestens 95 % ist in der EU unter der FL-Nummer 15.111 als Aromastoff für Lebensmittel allgemein zugelassen.

## Externe Links zu erwähnten Verbindungen
1. ↑  Externe Identifikatoren von bzw. Datenbank-Links zu 1,2,4-Trithiolan-1,4-disulfoxid:  CAS-Nr.: 705256-34-4, Wikidata: Q131354621.
2. ↑  Externe Identifikatoren von bzw. Datenbank-Links zu Thioformaldehyd:  CAS-Nr.: 865-36-1, PubChem: 79115, ChemSpider: 71446, Wikidata: Q18692307.